# 神峡橋
神峡橋（じんきょうばし）は、富山県富山市の神通川に架かる橋である。

## 橋データ
- 左岸 - 富山県富山市猪谷
- 右岸 - 富山県富山市舟渡
- 橋の構造 -鋼上路ランガー桁橋（I=1ｘ97.2）、合成鈑桁橋（I=1ｘ29.7）、 鈑桁橋（I=14）[1]
- 橋長 - 145 m[2]
- 幅員 - 4.5 m[2]
- 設計荷主 - 14t[3]
- 総工費 - 7,500万円（うち3分の2は国庫補助）[4]
- 施工業者 - 前田建設工業（基礎工事）、川田工業（橋梁工事）[4]

## 歴史
1949年に現橋の約300m下流に最初の吊り橋が架橋される。猪谷中学校設置に伴い同年9月10日頃に架橋が完了し、9月18日に細入村（当時）の橋梁委員会の下検査を終えたばかりで、同年9月26日に富山県の竣工検査を迎えることになっていたが、地元門はすでに利用を開始していた。しかし、完成間もない同年9月22日に落橋した、同時間帯に渡橋していた八尾区域小学校長会主催の社会科研究会参加の教職員34人の内死者29人、重軽傷者4人を出す被害を出した。この事故については、工事業者3人が起訴され、うち1人が禁固1年執行猶予3年の刑を受けた。
落橋後は神岡軌道の鉄橋の通行を余儀無くされていたが、1950年9月16日に再架橋のための地鎮祭を行い、位置と長さ、幅員は旧橋と同規模ながら強度においては旧橋に大きく勝る様設計され、細入村、下タ村両村の1951年までの2ヶ年にまたがる事業として国、県の補助を受けて完成。1951年4月1日に『神峡橋』と命名され渡り初めが挙行された。これにより。安心して渡橋出来るようになった。
現在の橋は1966年度に市町村道国庫補助道路事業として着工し、同年9月30日の土質調査のためのボーリング工事が村尾建設により着手、1969年10月4日に完成したものである。